# HNŠK Moslavina Kutina
NK Moslavina ist ein kroatischer Fußballverein aus der Stadt Kutina.

## Geschichte
Gegründet 1919 unter dem Namen Hrvatski nogometni športski klub Moslavina, firmierte der Klub von 1945 bis 1951 unter dem Namen Radnik-Moslavina, nachdem er mit dem ortsansässigen Radnik vereinigt wurde und anschließend bis 1959 als Metan, als er als „Werksklub“ der gleichnamigen Firma aus Kutina geführt wurde.
Im ehemaligen Jugoslawien ständig in unteren Ligen vertreten, erreichte NK Moslavina erst im unabhängigen Kroatien höhere Ligen.
Trotz des sportlichen Abstiegs Ende der Saison 2006/07 durfte der Verein auch im Folgejahr wegen des Lizenzentzugs des Ligakonkurrenten NK Naftaš HAŠK Zagreb in der zweiten Liga spielen. Anschließend verliefen die folgenden Jahre jedoch sehr negativ und man musste 2009 und 2011 absteigen, sodass man 2011/12 nur noch viertklassig spielte.

### Erfolge
- 1993 Aufstieg in die 3. Liga
- 1996 Aufstieg in die 2. Liga
- 2006 Qualifikation für die eingleisige 2. HNL

### Bekannte ehemalige Spieler
- Igor Tomašić

## Stadion
Das städtische Stadion (kroatisch Gradski stadion) in Kutina bietet 2 000 Zuschauern Platz, ungefähr die Hälfte davon sind Sitzplätze.